# Керман
Керман (перс. كرمان) је град Ирану у покрајини Керман. Према попису из 2006. у граду је живело 515.114 становника.

## Становништво
Према попису, у граду је 2006. живело 515.114 становника.
| 1986.   | 1991.   | 1996.   | 2006.   |
| ------- | ------- | ------- | ------- |
| 257.284 | 311.643 | 384.991 | 515.114 |